# Ferdinand Fellner el Joven

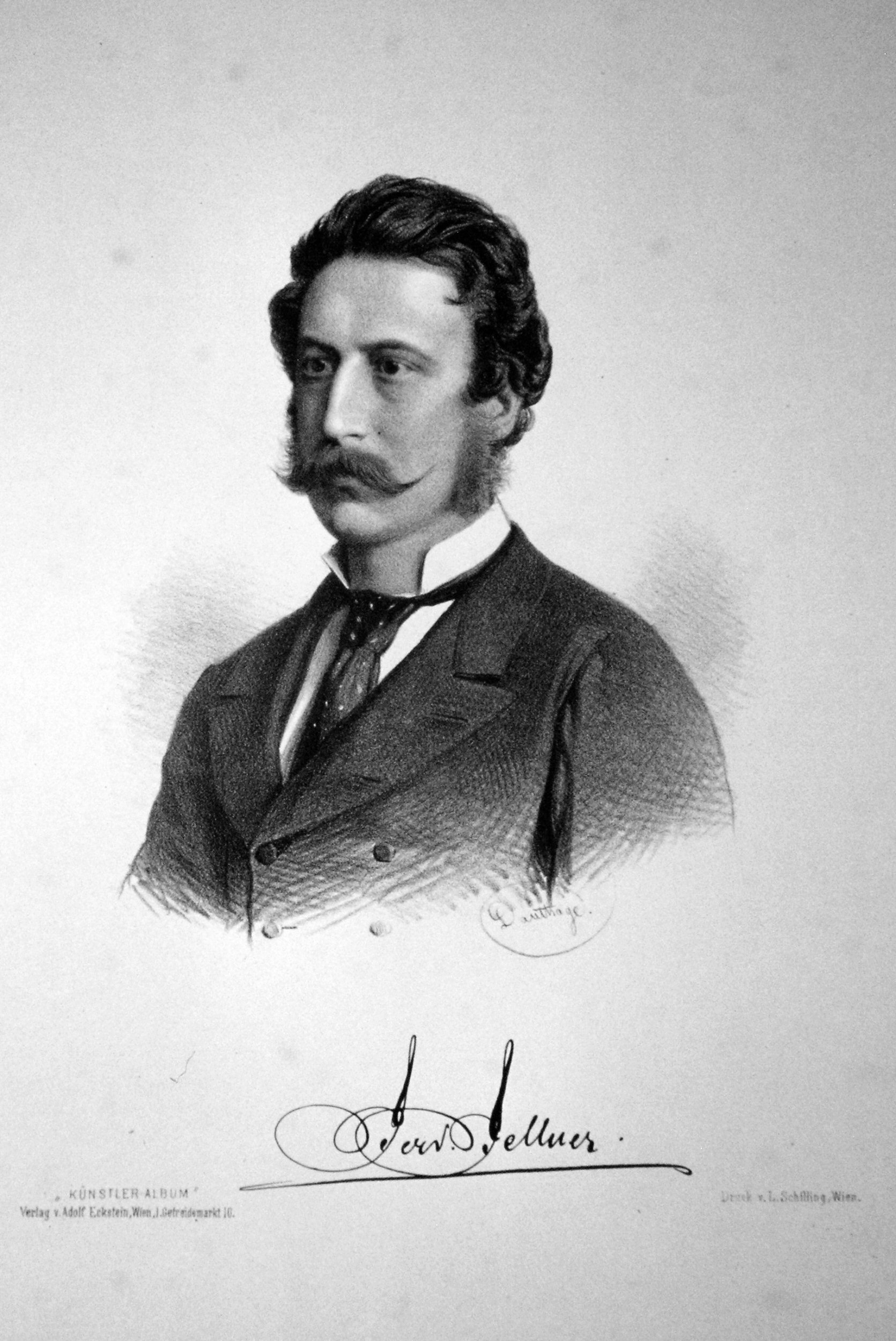
Ferdinand Fellner el Joven, litografía de Adolf Dauthage, hacia 1880

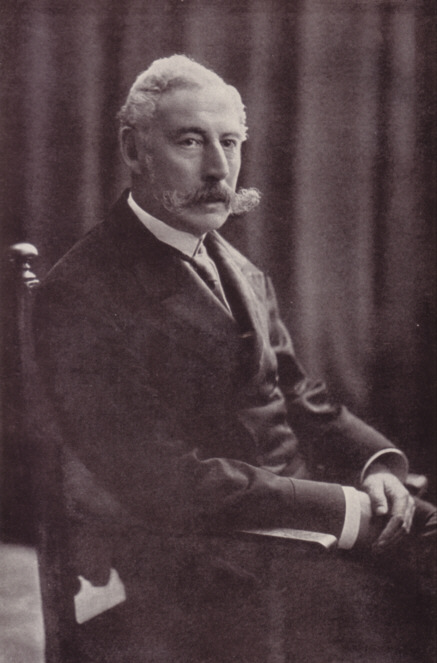
Ferdinand Fellner, hacia 1909

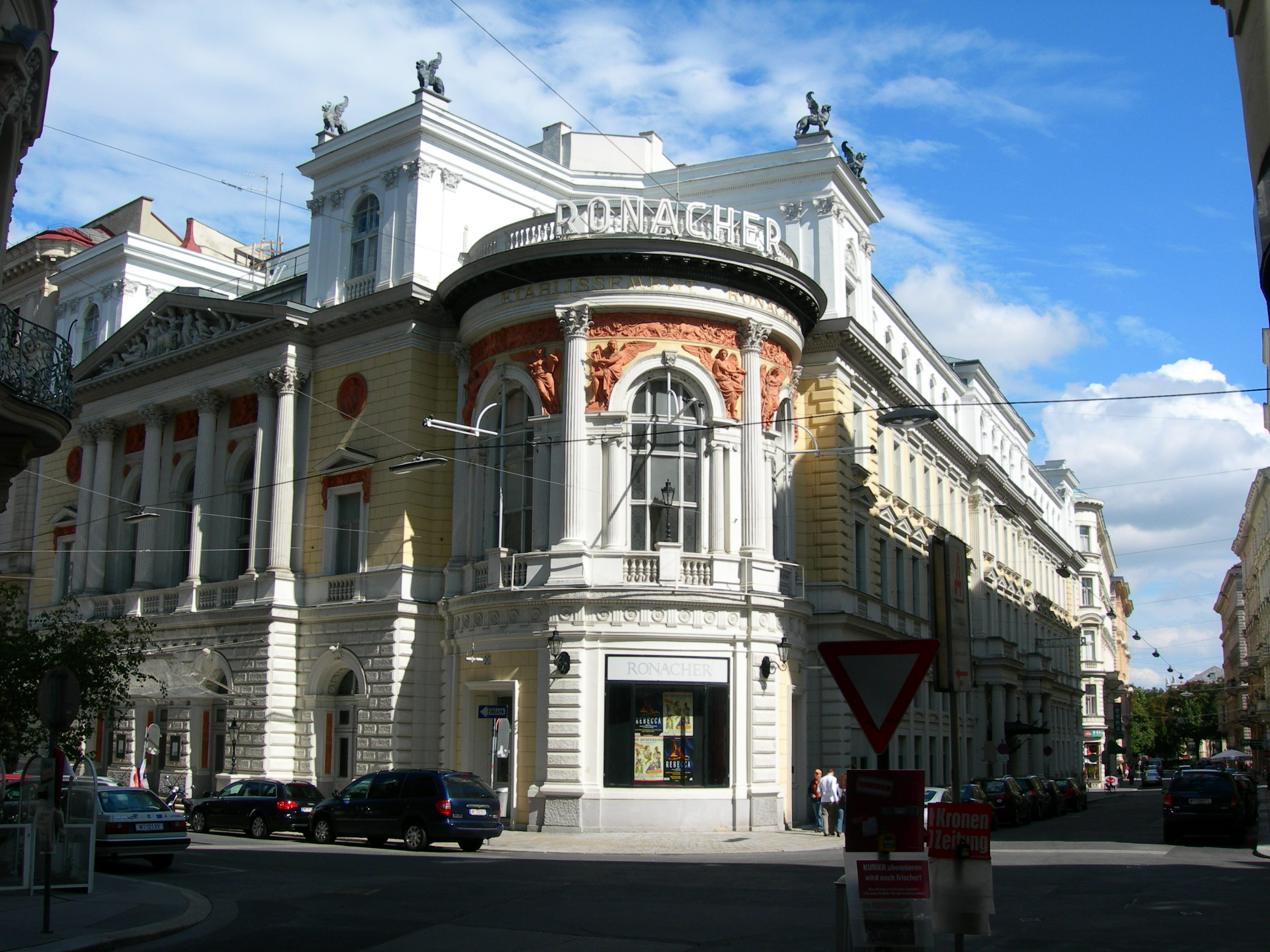
Viena, teatro Ronacher

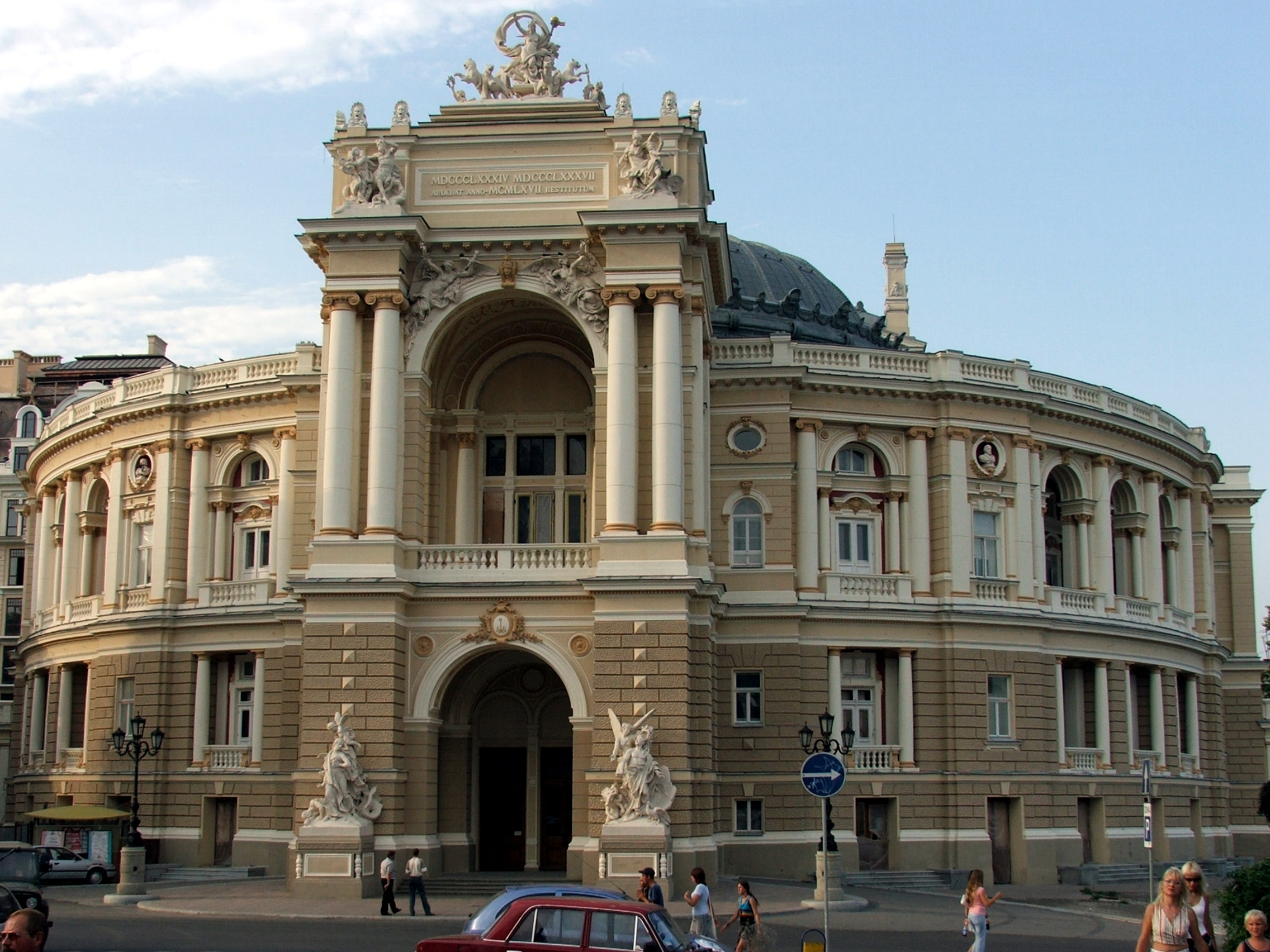
Odessa, Ópera

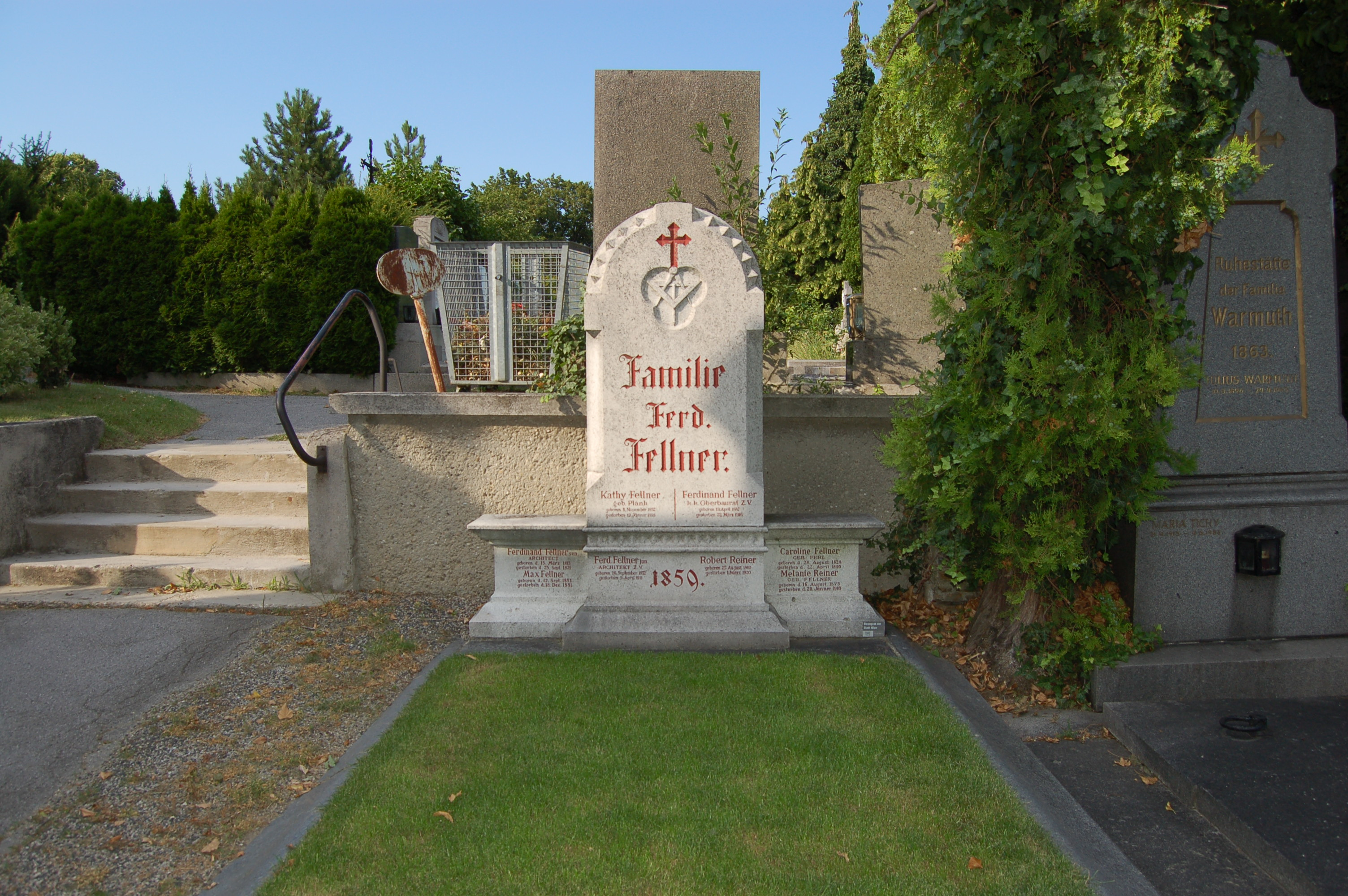
Tumba de Fellner en el cementerio de Grinzing, Viena

Ferdinand Fellner el Joven (Viena, 19 de abril de 1847-ibidem 22 de marzo de 1916) fue un arquitecto austríaco .

## Vida
Ferdinand Fellner era hijo del constructor y arquitecto Ferdinand Fellner el Viejo (1815-1871). Tras interrumpir sus estudios en la Universidad Técnica de Viena, trabajó en su propio estudio. Su primer edificio independiente fue el teatro provisional de Brno. Tras la muerte de su padre continuó los encargos de éste, como el Teatro de la Ciudad de Viena, que se incendió en 1884.
En 1873 formó una sociedad de arquitectura con su antiguo compañero de clase Hermann Helmer. El despacho de arquitectos Fellner & Helmer se convirtió en el constructor de teatros más importante del Imperio Austrohúngaro. Fellner se benefició de su estrecha relación con el posterior director del Burgtheater, Heinrich Laube. Sus edificios siempre los decoraron importantes artistas austriacos como Gustav Klimt. Su teatro más significativo fue el Deutsches Volkstheater (Teatro Popular) de Viena. En 1903 fue nombrado k.k. Oberbaurat "oficial superior de construcción imperial y real".

Con su esposa Katharina tuvo dos hijos que murieron antes que él: Ferdinand, llamado "Ferry" (1872-1911) y Melanie (1873-1909). En su memoria creó fundaciones en la Universidad Técnica de Viena y en la Asociación Central de Arquitectos.

Ferdinand Fellner el Joven está enterrado en una tumba de honor en el cementerio de Grinzing (grupo MR, número 21). En 1963, la calle Fellnergasse de Viena-Donaustadt recibió su nombre.

## Trabajos seleccionados
- Volkstheater de Viena (1873-1893)
- Observatorio de la Universidad de Viena (1874-1878)
- Teatro de Augsburgo (1876-1877)
- Grandes almacenes Thonet (1884)
- Margaretenhof (1885)
- Teatro real en Pressburg, hoy Teatro Nacional Eslovaco en Bratislava (inaugurado en 1886)
- Observatorio Stefanie en el Kahlenberg (1887)
- Ópera de Odessa (1887)
- Wiener Stadttheater (1884) y su sucesor, el establecimiento Ronacher (1888)
- Teatro de la corte prusiana de Wiesbaden (1894)
- Sala de conciertos de Ravensburg (1896/1897)
- Teatro del emperador Franz-Joseph (teatro de la ciudad) en Berndorf (Baja Austria) (1897/1898)
- Deutsches Schauspielhaus en Hamburgo (inaugurado en 1900)
- Fachada principal del Theater an der Wien (1902)
- Teatro Nacional de Bulgaria "Ivan Wasow" en Sofía (1905-1906)
- Wiener Konzerthaus (Casa de Conciertos) (1913)

- Datos: Q113014
- Multimedia: Ferdinand Fellner der Jüngere / Q113014